# Percy Haswell
Percy Haswell (30 de abril de 1871 – 14 de junio de 1945) fue una actriz teatral y cinematográfica estadounidense.

## Biografía
Nacida en Austin, Texas, sus padres eran George Tyler Haswell, político y hombre de negocios, y Caroline Dalton. Fue educada en Washington D. C. y, siendo todavía una niña, actuó por vez primera en la escena en marzo de 1885. Fue actriz del Lafayette Square Theatre de Washington, y actuó en Nueva York en el Teatro de Augustin Daly. Su carrera sobre las tablas incluye actuaciones en Baltimore, Boston, Búfalo, Toronto, y otras ciudades, además del circuito de Broadway, en Nueva York, donde trabajó en 1898, volviendo de manera periódica hasta el año 1932.
El 2 de junio de 1895 se casó en Bridgeport, Connecticut, con el actor George Fawcett. En 1901 formó en Baltimore la Percy Haswell Stock Company, aunque más adelante su compañía pasó a pertenecer al grupo teatral de su marido, la George Fawcett Stock Company. En 1925 dirigió una pieza teatral en Broadway, The Complex. 
Además de su actividad teatral, actuó en dos filmes mudos en 1919, y en otro en 1929.
Percy Haswell falleció en Nantucket, Massachusetts, en 1945. Tenía una hija